# Булаєнко Володимир Дмитрович
Булаєнко Володимир Дмитрович (*8 червня 1918 — †19 серпня 1944 р. с. Сорокодуби) — український поет.

## Біографія

Пам'ятна дошка

Володимир Булаєнко народився 8 червня 1918 року в селі Сорокодубах у селянській сім'ї. Перші вірші поета з'явилися на сторінках районної газети в шкільні роки. Він вів щоденник, записував туди вірші, народні пісні, прислів'я, приказки. Один з учителів школи, що був родом із Дніпропетровщини, помітивши талант хлопця, порадив Володі вступати до Дніпропетровського університету.
В 1938–1941 рр. Булаєнко навчався в університеті, писав вірші, пробував писати прозу.
Після третього курсу працював в залізничній школі села Чапаєвка Запорізької області. В перші дні війни, в червні 1941 року, у званні молодшого лейтенанта, пішов на фронт. В 1941 році, десь в районі Донбасу, потрапив в оточення, втік з полону, дістався до рідного села. Деякий час переховувався в Сорокодубах, лікувався. Невдовзі влаштувався на роботу в бухгалтерії господарського пункту сусіднього села Чернелівка.
Писав поезії ночами, читав їх односельцям. У 1944 році, після визволення рідного краю, В. Булаєнко знову пішов на фронт. Воював, 19 серпня 1944 року в бою за прибалтійське місто Бауска був смертельно поранений. Похований на міському військовому кладовищі.
В 1961 році посмертно прийнятий до Спілки письменників. Олесь Гончар, відзначивши це, писав: «До Спілки письменників ми прийняли посмертно ціле сузір'я молодих поетів, загиблих на фронтах. Мов із найкривавішого бою долинає живий голос одного з них — Володимира Булаєнка».
В 1958 році у видавництві «Молодь» вийшла перша його збірка «Поезії». У 1974 році в цьому ж видавництві знову побачила світ друга збірка поета.
Поезії Булаєнка несуть в собі любов і сувору правду про долю нашої країни, важкі роки війни.
В червні 1993 року відкрито музей в селі Сокодуби. 1988 року в Красилівській районній бібліотеці пройшли перші Булаєнківські читання, а з 1989 року ім'я поета-воїна носить Центральна районна бібліотека в Красилові. В області встановлена премія імені В. Булаєнка за найкращі твори, а 2008 року була запроваджена районна літературна премія імені В. Булаєнка. Його навічно занесено в списки студентів філологічного факультету Дніпропетровського університету. У вересні 2013 року відкрито меморіальну дошку на школі в селі Чапаєвка Запорізької області. В травні 2014 року на садибі поета в селі Сорокодуби відкрито меморіальну дошку.

## Твори Володимира Булаєнка
- 1. Булаєнко В. Поезії // Вступ. стат. Л.Костенко. — К.: Молодь, 1958. — 47 с.
- 2. Булаєнко В. Стихотвориния. 1937—1944 / Пер. с укр. Предисл. Б. Олейника. — М.: Молод. Гвардия. — 1973. — 31 с.
- 3. Булаєнко В. Поезії. / Упоряд. та вступ. стат. В. О. Забаштанський. — К.: Молодь, 1974. — 70с.
- 4. Булаєнко В. Поки серце в нас живе… Вірші. Спогади. Присвяти. / Упоряд., передм. М. Ф. Федунця. — К.: Молодь, 1992. — 112 с., іл.
- 5. Булаєнко В. Вибране. / упоряд. редакюм. Фебениця. — Хмельницький: Доля, 1993. — 62с.
- 6. Булаєнко В. Нерозкрадена добов. Вибрана лірика Володимира Булаєнка. Сто печалей в маминих очах. Поетичні присвяти Володимиру Булаєнку / Упоряд. М. Федунець. − 1998. — 67с.

## Матеріали про В. Булаєнка
- 1. Володимир Булаєнко. Короткі біографічні відомості. / УРЕ. Т.2 — Вид. 2-е. — К.: Головн. редакц. україн. радян. енцикл., 1978. — С.68.
- 2. Антологія української поезії. Т.5. Українська радянська поезія. Твори поетів, які ввійшли в літературу 1933—1958 рр. — К.: Дніпро, 1985. — С.155-159.
- 3. Володимир Булаєнко — 22 червня — 9 травня. Письменники України у Великій Вітчизняній війні. Біобібліографічний довідник. — К.: 1980. — С.40-41.
- 4. Володимир Булаєнко. / Письменники Радянської України 1917—1987 рр. Біобібліографічний довідник. — 1988. — С.93.
- 5. Сваричевський Л. В. Строфи немов набої // Подільської землі сини. — Хмельницький: Поділля, 1993. -С.15.